# Rue du Dôme (Paris)
Pour les articles homonymes, voir Rue du Dôme.
La rue du Dôme est une voie du 16e arrondissement de Paris, en France.

## Situation et accès

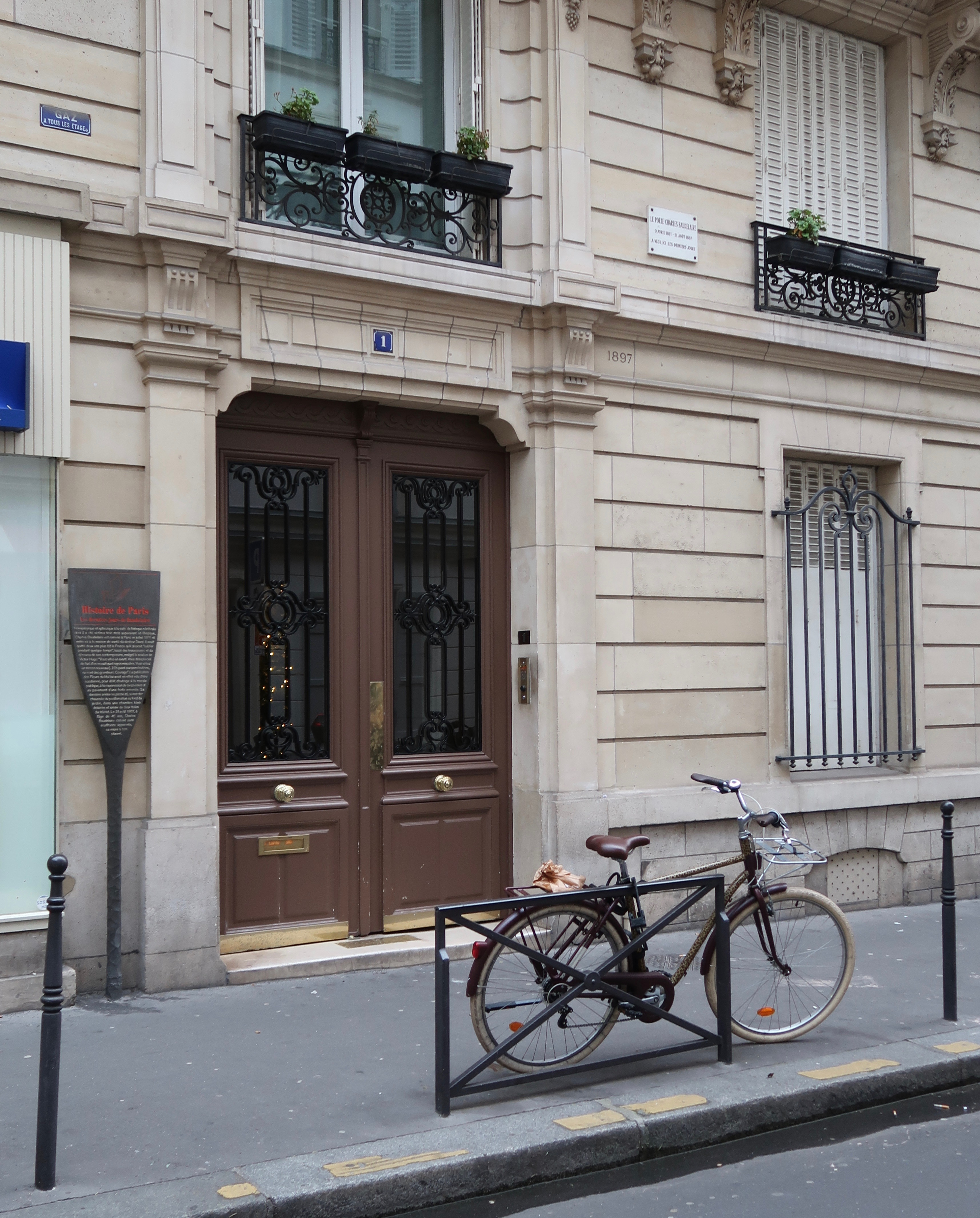
Immeuble (no 1) où est décédé Charles Baudelaire, avec un panneau Histoire de Paris.

La rue du Dôme est une voie publique située dans le 16e arrondissement de Paris, près de la place de l'Étoile.
Elle débute au 24, rue Lauriston et se termine au 27, avenue Victor-Hugo.
Un escalier sépare la partie basse, adjacente à l'avenue Victor-Hugo, de la partie haute, adjacente à la rue Lauriston.
Elle est desservie par la station de métro Kléber.

## Origine du nom
D'après la mention sur la plaque de la rue, le nom viendrait de la vue qu'on avait jadis sur le dôme des Invalides.

## Historique
La différence de niveau, entre les deux parties de la rue, est due au creusement de la butte de l’Étoile de Chaillot lors du percement de l’avenue Victor-Hugo.
Cette voie de l'ancienne commune de Passy est rattachée à la voirie parisienne par un décret du 23 mai 1863 et alignée par un autre décret du 18 juillet 1895.

## Bâtiments remarquables et lieux de mémoire

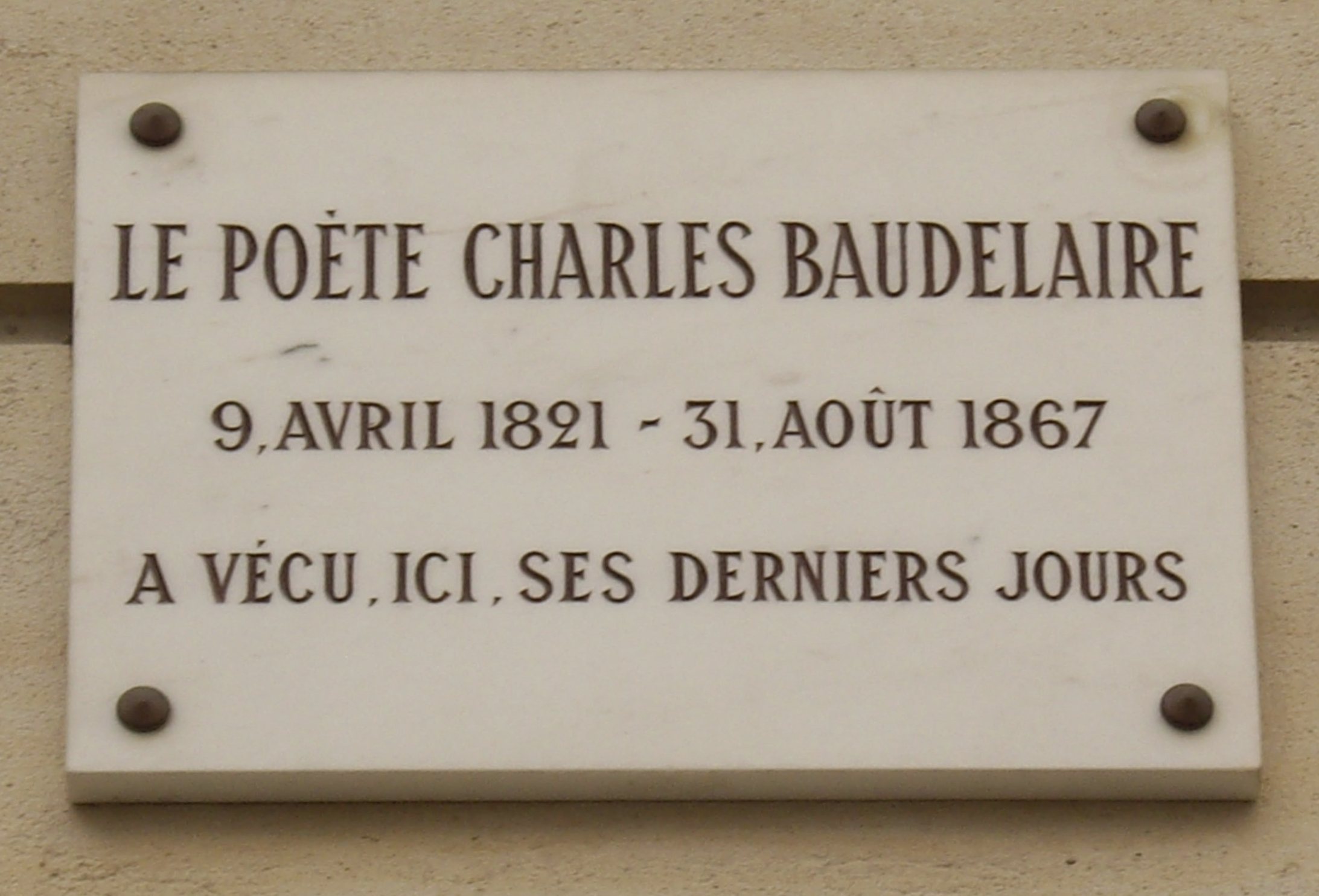
Plaque commémorative au 1, rue du Dôme.

- En juillet 1866, le poète Charles Baudelaire, atteint d’aphasie et d’hémiplégie, est ramené de Belgique à Paris. Il est aussitôt admis dans la maison de santé du docteur Guillaume Émile Duval (1825-1899), aliéniste réputé.

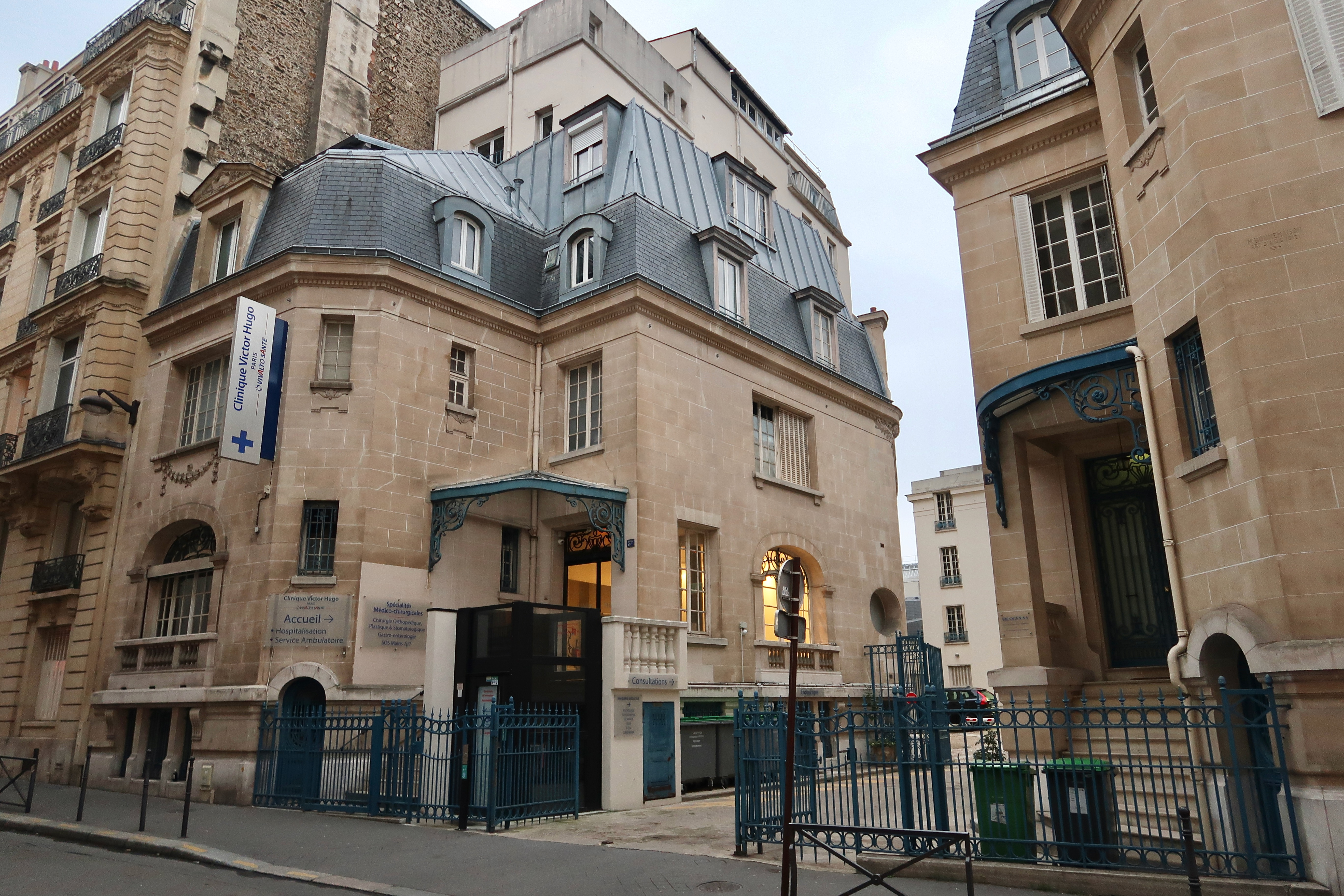
Clinique Victor-Hugo au no 5 bis.

L’établissement se trouve au no 1 de la rue. Le poète y occupe, au rez-de-chaussée du pavillon situé au fond du jardin, une chambre bien éclairée ornée de deux toiles d'Édouard Manet, dont la Maîtresse de Baudelaire, peinte en 1862, aujourd'hui au musée des beaux-arts de Budapest. C’est là qu’il meurt, rongé par la syphilis, le 31 août 1867, à onze heures du matin. Un panneau Histoire de Paris rend hommage au poète.